# Göttinger Sieben

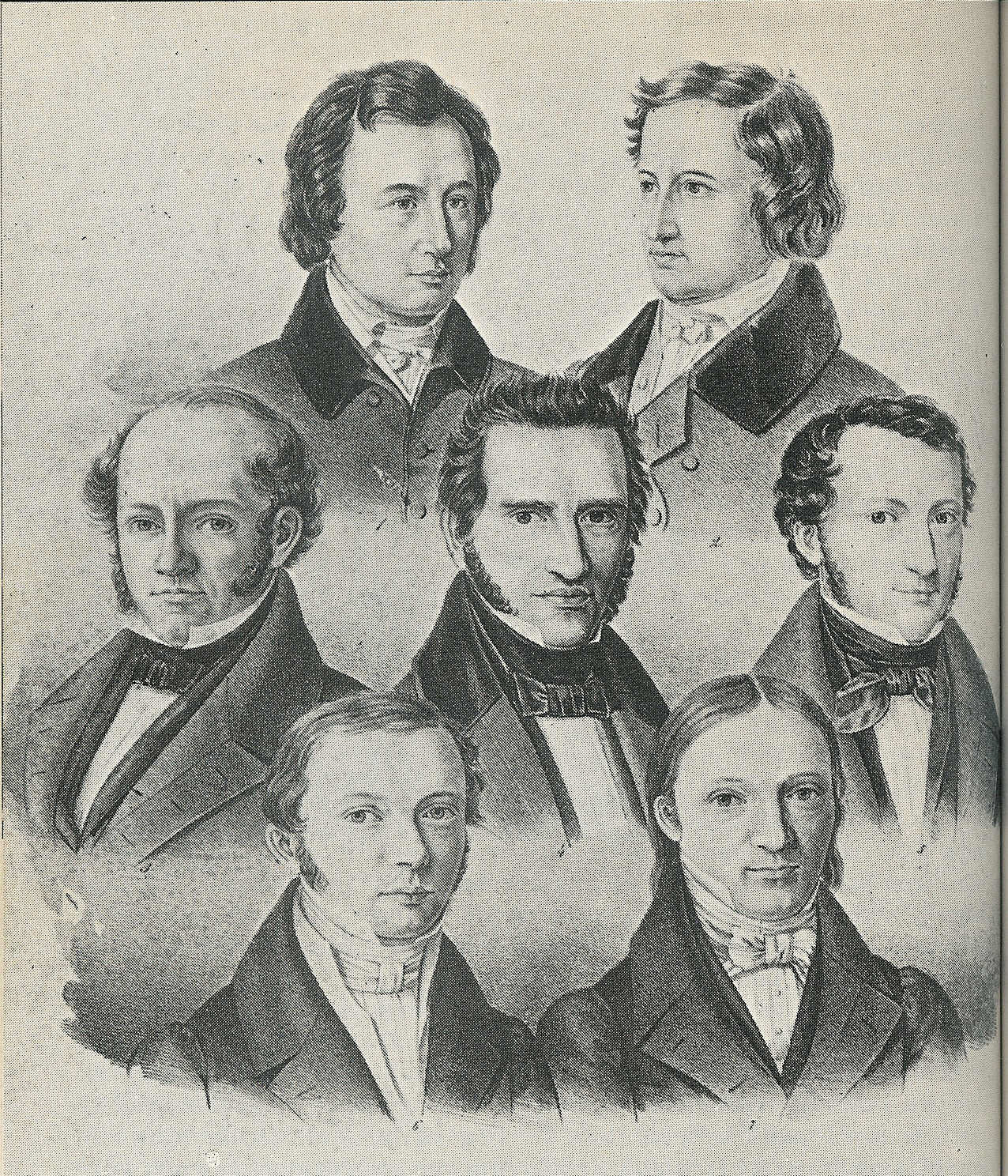
De Göttinger Sieben: (1) Wilhelm Grimm (2) Jacob Grimm (3) Wilhelm Eduard Albrecht (4) Friedrich Christoph Dahlmann (5) Georg Gottfried Gervinus (6) Wilhelm Eduard Weber (7) Heinrich Georg August Ewald

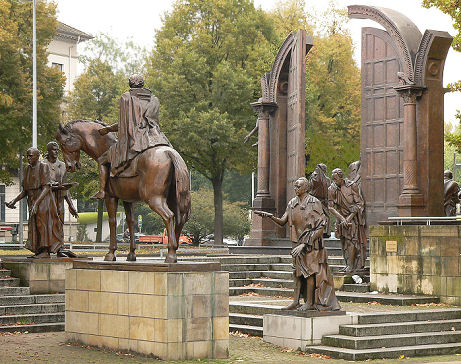
Monument Göttinger Sieben naast de landdag in Hannover

De Göttinger Sieben (Duits voor de Zeven van Göttingen) waren zeven hoogleraren aan de Georg August-Universiteit van Göttingen die in 1837 tegen het opheffen van de vrijzinnige grondwet van 1833 in het koninkrijk Hannover protesteerden en daarom werden ontslagen en deels verbannen.

## Betrokkenen
De Göttinger Sieben waren:
- Wilhelm Eduard Albrecht, staatsrechtsdeskundige
- Friedrich Christoph Dahlmann, historicus
- Heinrich Ewald, oriëntalist
- Georg Gottfried Gervinus, literatuurhistoricus
- Jacob Grimm, germanist
- Wilhelm Grimm, germanist
- Wilhelm Eduard Weber, natuurkundige

## Geschiedenis
In het koninkrijk Hannover, dat tot 1837 werd geregeerd in personele unie met het Verenigd Koninkrijk, was in 1833 een vrijzinnige grondwet uitgevaardigd. De conservatieve koning Ernst August I, die Willem IV in 1837 in Hannover was opgevolgd, hief deze nog in het jaar van zijn troonsbestijging eigenmachtig op. De genoemde zeven professoren dienden op 18 november 1837 bij het curatorium van de universiteit een door Dahlmann opgestelde verklaring in waarin zij stelden zich nog steeds aan hun eed op de grondwet van 1833 gebonden te voelen en een op andere principes dan die grondwet gebaseerde Statenvergadering niet als rechtmatig te kunnen erkennen. Ernst August ontsloeg de zeven hoogleraren op 12 december en verbande Dahlmann, Jacob Grimm en Gervinus tevens uit Hannover.
Het spectaculaire optreden van de Göttinger Sieben vond in liberaal-nationale kringen in heel Duitsland weerklank en droeg door onder andere universitaire solidariteitscampagnes en een stortvloed aan politieke literatuur wezenlijk bij aan de ontwikkeling van het Duitse liberalisme. In de daaropvolgende jaren kregen de Göttinger Sieben leerstoelen aan andere universiteiten. Gervinus, Albrecht, Dahlmann en Jacob Grimm hadden in 1848 zitting in het liberale Frankfurter Parlement, waarbij de laatste een ereplaats had.
Wilhelm Eduard Albrecht · Friedrich Christoph Dahlmann · Heinrich Ewald · Georg Gottfried Gervinus · Jacob Grimm · Wilhelm Grimm · Wilhelm Eduard Weber